# Hélioclès Ier
Hélioclès Ier Dikaios est un roi gréco-bactrien ayant régné d'environ 145 à 130 av. J.-C.

## Biographie
Hélioclès règne après le meurtre de son père Eucratide Ier, auquel il a probablement pris part. Pendant ses premières années au pouvoir, Eucratide II règne avec lui ou en concurrence, mais il semble devenir le seul roi du royaume de Bactriane.
Des tribus nomades Sakas et Yuezhi prennent alors le pouvoir, et dès 145 av. J.-C., s'emparent de la place forte du nord-est du royaume, Aï Khanoum, et petit à petit du reste du pays. Hélioclès tente de résister vraisemblablement depuis Bactres, plus à l'ouest. Les pressions nomades deviennent cependant intenables et Hélioclès est assassiné vers 130 av. J.-C. La famille d'Hélioclès a peut-être trouvé refuge dans le royaume indo-grec, en effet, vers le Ier siècle av. J.-C., un autre roi du même nom règne sur des territoires indiens. D'après les sources des historiens occidentaux, comme Justin, la population grecque a été chassée par les nomades vers l'Inde, mais les sources chinoises racontent que certains sont restés sur place et ont disparu progressivement.